# Заветово
Заветово — деревня в Урицком районе Орловской области России.
Входит в состав Бунинского сельского поселения.

## География
Расположена западнее административного центра поселения — села Бунино и севернее деревни Шубино; по обеим сторонам реки Козинка.
Просёлочная дорога заходящая в деревню, образует единственную в Заветово улицу Лескова.

## Население
| 2010 |
| ---- |
| 30   |